# Дама с попугаем у окна
«Да́ма с попуга́ем у окна́» (нем. Dame mit Papagei am Fenster) — портрет неизвестной молодой дамы работы голландского живописца Каспара Нетшера. Датируется 1666 годом.

## Описание
На картине Нетшера изображена молодая улыбающаяся женщина в элегантном золотистом платье, стоящая вполоборота в проёме воображаемого окна, украшенного изысканной шторой бронзового цвета. На указательном пальце её правой руки сидит попугай жако, дама кормит его с левой руки. Её взгляд обращён не на птицу, а на зрителя, за окно. На подоконнике слева находится круглая металлическая клетка для попугая, справа небрежно брошен восточный ковёр. На дальнем плане картины, в глубине помещения стоит молодой слуга с круглым серебряным подносом.

## Провенанс
Картина «Дама с попугаем у окна» до середины 1930-х годов находилась в собственности мюнхенской Старой пинакотеки. При национал-социалистах её конфисковали из музея с целью продажи за валюту. В 1938 году картина была продана уполномоченным торговцем антиквариатом Бёлером некоему нидерландскому коллеге. Далее её приобрели бельгийцы еврейского происхождения супруги Гуго и Элизабет Якоба Андриссе.
В 1939 году Андриссе передали свою художественную коллекцию, в том числе «Даму с попугаем», на хранение в бункер Королевского музея в Брюсселе. В 1940 году после оккупации Бельгии вермахтом супруги Андриссе бежали через Португалию в США. Гуго Андриссе умер в США в 1942 году, его единственной наследницей оставалась супруга Элизабет, которая умерла за океаном в 1963 году.
В 1942 году по распоряжению из штаба Розенберга «Даму с попугаем» в составе коллекции Андриссе конфисковали во второй раз. Из составленного в 1942 году списка предметов искусства, переданных под коллекцию рейхсмаршала Германа Геринга, следует, что 14 марта 1942 года картина поступила в хранилище парижского Лувра.
После Второй мировой войны картина Нетшера оказалась у кёльнского антиквара Энне Абельс. В 1950 году предприниматель и коллекционер искусства из Бармена Рудольф Цирш приобрёл у неё «Даму с попугаем» и передал в дар Вуппертальскому городскому музею, ныне известному под названием Музей фон дер Хейдта, по случаю 50-летия со дня его основания.

## Реституция
В начале 2013 года наследники Элизабет Андриссе, создавшие в США благотворительную организацию, обратились в вуппертальский музей с требованием о возврате картины «Дама с попугаем». По словам директора Музея фон дер Хейдта Герхарда Финка, необходимость реституции картины наследникам была очевидной, хотя на самом деле портрет принадлежит мюнхенской Старой пинакотеке. У него существует семь копий, но данный экземпляр помечен номером Старой пинакотеки. Городской совет Вупперталя оформил соответствующее положительное решение 24 февраля 2014 года. В мае 2014 года стало известно, что наследники Андриссе собираются выставить картину на торги в «Кристис», а вырученные средства передать на благотворительные цели, в частности на нужды некоего онкологического центра. В «Кристис» предполагали выручить за эту картину около трёх миллионов долларов США. В октябре 2016 года картина «Дама с попугаем у окна» была продана арт-дилеру Ричарду Грину за пять миллионов долларов и перешла в фонды Национальной галереи в Вашингтоне. Демонстрируется в западном здании.